# Prenošenje Krista (Pontormo)
Prenošenje Krista (talijanski: Il Trasporto di Cristo) je slika iz 1528. godine koju je Pontormo naslikao za oltar kapele Capponi u crkvi Santa Felicita u Firenci. Jedno od ranih remek-djela manirizma.

## Povijest
„Skidanje s Križa” (13. postaja Križnog puta) je jedna od standardnih prizora iz Isusova života u srednjovjekovnoj umjetnosti, a zbog složenosti značenja renesansni umjetnici su nastavili pokazivati veliko zanimanje za ovu temu. Nekoliko godina prije Pontormovog remek-djela, firentinski slikar Rosso Fiorentino naslikao je svoju, likovima prenapučenu i pokretima dinamičnu, verziji Skidanja s Križa 1521. godine; koja mora da je snažno utjecala na Pontorma. 
Godine 1525. Ludovico Capponi povjerio je Pontormu uređenje nove kapele u crkvi Santa Feliciti koja se nalazila nedaleko od njegove palače i bila je namijenjena za pogrebnu kapelu njegove obitelji. U kupoli Brunelleschijeve arhitekture Pontormo je naslikao izgubljenu sliku Boga Oca (o kojoj je pisao Giorgio Vasari), na zapadnom zidu Navještenje, te na oltaru slavno Prenošenje Krista. Sa svojim pripravnikom Bronzinom naslikao je četiri tonda (okrugle slike) evanđelista. Dok nije slikao, umjetnik je skrivao sliku drvenom zaštitom i u tajnosti je dovršena 1528. godine. Prema Vasariju, djelo je tada otkriveno „u čuđenju cijele Firence”.
Dekoracija u kupoli kapele Capponi sada je izgubljena, ali ostale slike još uvijek krase kapelu. Zamazana draperija u Vizitaciji (1529.) u crkvi San Michele e Francesco u Carmignanu ima nevjerojatnu sličnost s onom iz Prenošenja Krista, dok se kontrapost likova može usporediti s Pontormovim Navještenjem (1520-ih) koji je kao freska naslikan na susjednom zidu.

## Odlike
Kompozicija je vrlo uska, s jedanaest likova ujedinjenih u „neraskidivi čvor figura”, kako je napisao Adolfo Venturi, tvoreći svojevrsnu obrnutu piramidu. Geste bolna lica su naglašene kako bi se naglasila ekspresivna napetost.
Ova slika predstavlja „vrtložni ples obuzet tugom” u kojemu se u spljoštenom prostoru jako plastični skup likova u vrtlogu spušta prema Isusovom tijelu, naslikanom izvan središta na lijevoj strani. Zapravo, nijedan lik nije u ravnoteži, kao da traže podršku gledatelja u podržavanju Isusova tijela. Ne vidi se Križ, a doimlje se kako je i sam prirodni svijet gotovo iščeznuo, osim usamljenog oblaka i sjenovite mrlje zemlje sa zgužvanom haljinom. No, kako su nebo i zemlja izgubili boju, ožalošćeni nisu; svijetle nijanse ružičaste i plave boje sa svih strana okružuju blijedog i mlohavog Krista.
Na izrazito koloristički jakoj slici Krist je u sivim tonovima čime se naglašava njegova nedavna smrt. Michelangelov utjecaj je očit u kiparskom oblikovanju Kristova tijela i osobe desno s istaknutim naborima na draperiji, ali svjetlosni efekti plave i ružičaste, te nestvarni prostor u kojemu se nalaze likovi su potpuno novi. U pojačanom su kontrastu tamni okoliš atmosfere s intenzivnim bojama odjeće likova, čime su trodimenzionalno izdvojeni likovi koji nose Krista, a ostvareno je i ozračje panike i nemira. Skupina gotovo nematerijalnih figura u prozirnim odorama su organizirani tako da predstavljaju sekvence silaznih pokreta, više nego jedinstven prizor.

## Vanjske poveznice
|  | Zajednički poslužitelj ima još gradiva o temi Prenošenje Krista (Pontormo) |

- Slika na stranicama Muzeja Metropolitan
- Louis Alexander Waldman, New light on the Capponi Chapel in S. Felicita, The Art Bulletin,  lipanj 2002.  (engl.)